# Eckhart Tolle
Eckhart Tolle (pseudonimo di Ulrich Leonard Tolle) (Lünen, 16 febbraio 1948) è uno scrittore e oratore tedesco. È l'autore dei bestseller Il potere di adesso e Un nuovo mondo. Abita in Canada con sua moglie, Kim Eng.

## Biografia

### L'infanzia e l'educazione formale
Tolle è nato a Lünen in Germania, vicino a Dortmund. Visse un'infanzia infelice, soprattutto fino a 13 anni, gli anni passati in Germania. A 13 anni si spostò in Spagna con suo padre. Il padre gli chiese se volesse frequentare la scuola e lui rispose negativamente. Non ricevette un'educazione formale fino a 22 anni, quando decise di iscriversi all'università in Inghilterra, dove abitava ormai da 3 anni.

### La trasformazione spirituale
In una notte del 1977 a 29 anni, dopo un lungo periodo di depressione che lo aveva portato quasi sull'orlo del suicidio, si svegliò in preda a un attacco di ansia e a una pena "quasi insopportabile". Si disse: 
(Eckhart Tolle)
Dopo si sentì in pace in qualsiasi situazione. Per tanto tempo rimase senza lavoro, senza casa, e quasi senza cibo, ma restava in uno stato di gioia incomprensibile.
Dopo qualche anno iniziò a lavorare come maestro spirituale, adottato il nome Eckhart in omaggio al filosofo e mistico renano-fiammingo medievale Meister Eckhart.

#### Il potere di adesso
Il potere di adesso: una guida all'illuminazione spirituale è il primo libro di Tolle.
Il libro può essere inteso come guida alla vita di ogni giorno, il cui obiettivo è quello di offrire al lettore una visione dell'esistenza fortemente basata sul momento presente, piuttosto che su pensieri passati o futuri.
Il libro si basa su varie tradizioni spirituali, è una combinazione tra Buddismo e Misticismo, con svariati riferimenti agli insegnamenti del Buddha, di Gesù Cristo e altri maestri spirituali, al testo Un corso in miracoli, al New Thought e a pensatori come Jiddu Krishnamurti, configurando il pensiero di Tolle come un'unione tra buddhismo Zen, cristianesimo, sufismo, induismo, psicologia moderna, filosofia, mindfulness e New Age.
L'approccio si basa sul vivere nel momento presente ("qui ed ora") in consapevolezza. Il messaggio alla base dell'opera è che i problemi emotivi delle persone hanno radice nell'identificazione con la mente. Secondo l'autore, solo il momento presente è reale, mentre il passato e il futuro sono illusioni create dai nostri pensieri. Si viene perciò invitati ad accettare il momento presente, qualora non vi sia una possibile e concreta possibilità di azione e cambiamento. Il libro descrive anche alcuni metodi di meditazione e rilassamento per aiutare il lettore a rimanere ancorato al momento presente.
(Eckhart Tolle, Il potere di adesso, MyLife, 2013, p. 32.)
Alcuni dei concetti del libro, come l'ego e i suoi effetti negativi sul benessere spirituale della persona, vengono approfonditi nell'opera successiva dell'autore: Un nuovo mondo: riscoprire lo scopo della propria vita.
Pubblicato alla fine degli anni Novanta, il libro è stato raccomandato da Oprah Winfrey, ed è stato tradotto in 33 lingue.

## Carriera

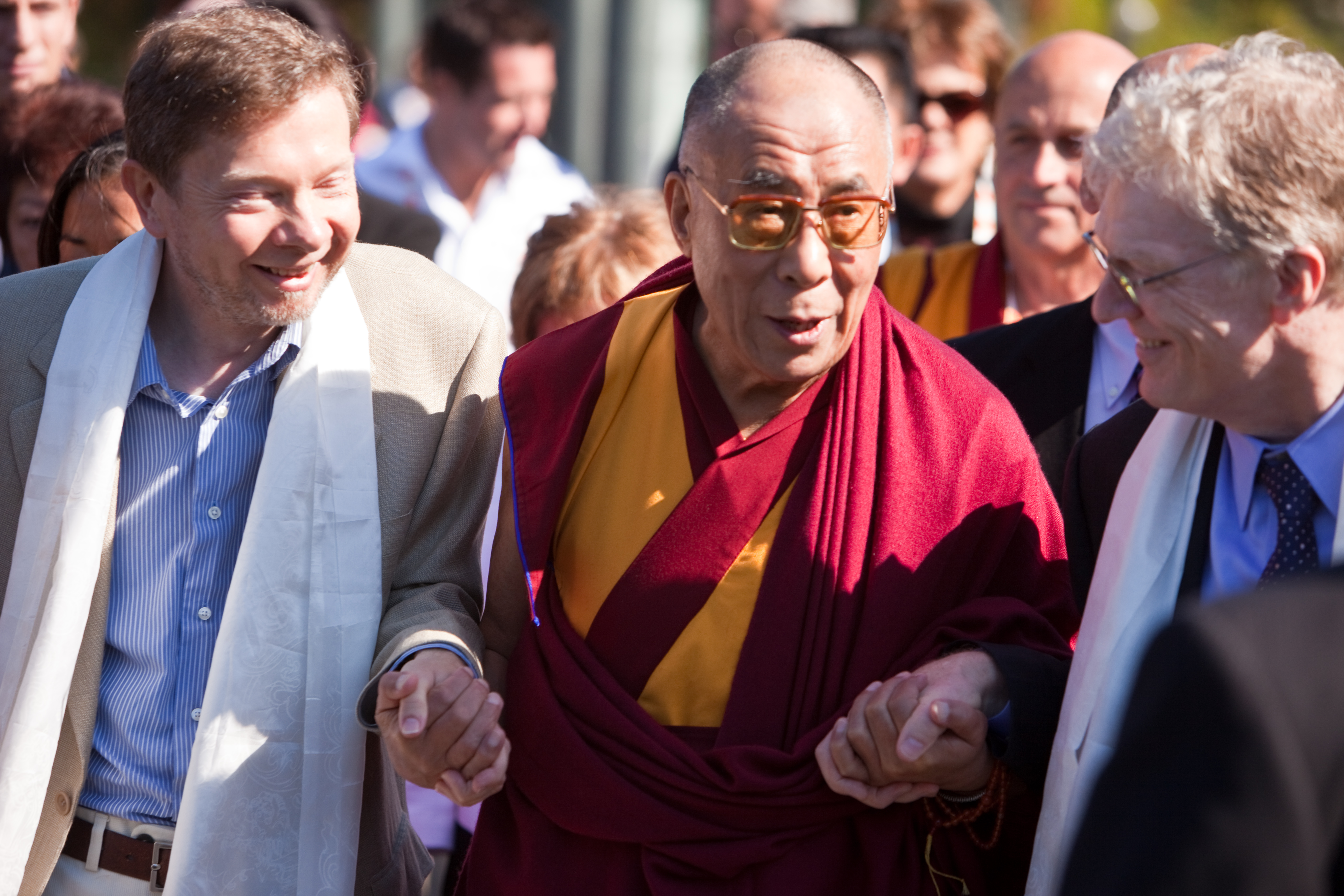
Eckhart Tolle, il Dalai Lama e Ken Robinson a Vancouver (2009)

Nel 1995 si trasferì in America e visse a Vancouver in British Columbia (47 anni).
Pochi anni dopo, Tolle pubblicò il suo primo libro, The Power of Now.
Nel 2004 Il Potere di Adesso venne tradotto in italiano da Marina Borruso.
Nel 2005 Tolle scrisse A New Earth.
Solo in America del Nord sono state vendute 3 milioni copie di The Power of Now e 5 milioni di A New Earth.
Il suo libro più recente è Guardiani dell'Essere (Guardians of Being), un libro illustrato.

## Opere

### Libri
- The Power of Now: A Guide to Spiritual Enlightenment, New World Library, October, 1999 ISBN 1-57731-152-3 (HC) ISBN 1-57731-480-8 (PB)
- Practicing the Power of Now: Essential Teachings, Meditations, and Exercises from The Power of Now, New World Library, October 10, 2001 ISBN 1-57731-195-7 (HC)
- Stillness Speaks: Whispers of Now, New World Library, August 2003 ISBN 1-57731-400-X
- A New Earth: Awakening to Your Life's Purpose, Dutton, October 11, 2005 ISBN 0-525-94802-3
- Oneness With All Life: Inspirational Selections from A New Earth, Penguin Group, November 2008
- Guardiani dell'Essere, Torino, L'Età dell'Acquario, 2011 (Guardians of Being, New World Library, October 2009)

### Audio
- What is Meditation?
- Practicing the Power of Now
- Companion to the Power of Now: A Guide to Spiritual Enlightenment, June 2001
- Living the Liberated Life and Dealing With the Pain Body, October 2001
- The Realization of Being: A Guide to Experiencing Your True Identity, October 2001
- Know That "I Am", January 1, 2002
- Even the Sun Will Die: An Interview With Eckhart Tolle, September 2001
- The Eckhart Tolle Audio Collection, September 2002
- The Essence of Now, 2002
- Choose to Awaken Now, 2002
- In the Presence of a Great Mystery, 2002
- Realizing the Power of Now: An In-Depth Retreat With Eckhart Tolle, June 2003
- Entering the Now, August 2003
- Gateways to Now, September 1, 2003
- Whispers, January 1, 2004
- The Flowering of Human Consciousness, May 2004
- Living a Life of Inner Peace, October 10, 2004
- Practicing Presence: A Guide for the Spiritual Teacher and Health Practitioner, November 1, 2004
- Eckhart Tolle's Findhorn Retreat: Stillness Amidst the World, October 10, 2005
- Through the Open Door: Journey to the Vastness of Your True Being, January 30, 2006

### DVDs
- The Flowering of Human Consciousness: Everyone's Life Purpose, Namaste Publishing, Inc., 2001 ISBN 1-59179-154-5
- Eckhart Tolle's Findhorn Retreat - Stillness Amidst The World, New World Library, ISBN 1-57731-509-X